# Franco Dionesalvi
Franco Dionesalvi (Cosenza, 18 febbraio 1956 – Milano, 6 luglio 2022) è stato un poeta, giornalista e drammaturgo italiano.
Le sue poesie e i suoi saggi critici sono stati pubblicati su diverse riviste letterarie, fra cui Alfabeta, Quasi, Incognita, Via lattea, Poiesis, OU, Hotamitaniu.

## Biografia
Si laureò presso la facoltà di Giurisprudenza dell'università degli Studi di Firenze con una tesi in Filosofia del Diritto intitolata "Il concetto di sanzione".
Dal 1980 al 1987 fu redattore della rivista di poesia "Inonija", collaborando con altre riviste del settore fra cui Alfabeta.
Successivamente si occupò di politiche culturali creando il Festival delle Invasioni, e poi ideando per la città di Cosenza la Casa delle Culture e per Rende il Museo del Presente. Questo lavoro confluì nella redazione della tesi di dottorato di ricerca, presso l'Università degli Studi della Calabria, dal titolo Diritto alla cultura e politiche culturali, poi edita da Coessenza nel 2008.
Scrisse alcuni testi teatrali messi in scena dal  Centro RAT-Teatro dell'Acquario (archiviato dall'url originale il 26 giugno 2017)., fra cui: "Ricostruzione di un delitto", "E la terra graffiò la luna", " Cani randagi", "Non seppellitemi vivo".
Dal 2006 al 2016 curò per il Quotidiano del Sud un elzeviro quotidiano.
Aderì al movimento letterario del "Realismo terminale", fondato da Guido Oldani. Il 21 marzo 2017 l'editore Mursia pubblicò l'antologia "Luci di posizione", a cura di Giuseppe Langella, contenente i testi dei poeti di questo movimento nonché il suo manifesto.
Fu capo-redattore del semestrale di poesia Capoverso.
È morto la mattina del 6 luglio 2022, all'età di 66 anni .

## Opere

### Raccolte poetiche
- Bahavel, Carello Editore, 1981

- La fragola e il pianoforte, Marra, 1986
- Duna, la città - Poemetto drammatico, Presenze Editrice, 1991
- L’esistenza dei piccoli animali, Edizioni del Leone, 1994
- Torno subito, Orizzonti Meridionali, 2000

- Via delle nuvole Heliodor, Varsavia, 2006
- The valley of thought Gradiva Publications, New York, 2016 ISBN 1-892021-58-7
- Black Out  in Luci di posizione - Poesie per il nuovo millennio, Ugo Mursia Editore, Milano, 2017 ISBN 978-88-425-5845-3
- Base centrale  Arcipelago Itaca Edizioni,Osimo, 2020 ISBN 978 88 99429 83 6
- Le mezze misure, Coessenza, 2023 ISBN 978-88-96741-64-1

### Narrativa
- Storie di computer e di fantasmi, Grisolia Editore, 1990

- La maledizione della conoscenza Piero Manni, Lecce, 1999 ISBN 88-8176-076-2
- Racconti erotici, Coessenza, 2011 ISBN 978-88-96741-07-8
- Ai confini della pubertà, Coessenza, 2016 ISBN 978-8896741-34-4
- Libro della morte e delle cento vite Rubbettino, Soveria Mannelli, 2004 ISBN 88-88947-27-2
- L'ultimo libro di carta Sensibili alle foglie, Roma, 2020 ISBN 978-88-32043-52-5

### Teatro
Attrice
Cani randagi
E la terra graffiò la luna
Le stanze di Daneka
Maledetta (Da Euripide)
Non seppellitemi vivo
Otello,il moro di Venezia
Ricostruzione di un delitto (da G.Büchner)
Una rosa ancora rossa
La troppo bella e la bestia saggia
Duna,la città
La casa del Mago
La Muraglia